# Burbure
Burbure là một xã của tỉnh Pas-de-Calais, thuộc vùng Hauts-de-France, miền bắc nước Pháp.

## Dân số
| 1962                                                           | 1968 | 1975 | 1982 | 1990 | 1999 | 2007 |
| -------------------------------------------------------------- | ---- | ---- | ---- | ---- | ---- | ---- |
| 3246                                                           | 3379 | 3476 | 3132 | 3011 | 2840 | 2909 |
| Census count starting from 1962: Population without duplicates |      |      |      |      |      |      |